# 하이후툰역
하이후툰역(중국어: 海户屯站)은 중국 베이징시 펑타이구 다훙먼 가도 난위안로 푸하이 공원 북쪽에 위치한 베이징 지하철 8호선의 지하철역으로 2018년 12월 30일 8호선 3단계 남단 개통과 함께 개장했다.

## 위치
하이후툰역은 남3환 외곽, 무시위안교 남쪽에 위치하며, 난위안로를 따라 남북방향으로 배치되어 있다.

## 역 구조
하이후툰역은 지하 2층에, 섬식 승강장으로 설계됐다. 대합실에는 동측에 계획된 상업시설과 버스환승센터가 연결되는 여건을 마련해 놓았다.승강장 남단에 교차선이 하나 설치되어 있다.
대합실 안에는《만마분등도(万马奔腾图)》라는 벽화가 있으며, 광활한 초원을 힘차게 질주하는 말이 장엄한 장면을 묘사하고 있다. 이 벽화는 하이후툰이 도대 남원(南園)에 속해 왕실에서 말을 사육하던 곳이었기 때문에 설치되었다. 금색 바탕을 사용해 빨강,초록,노랑의 주색조와 강한 대비를 이뤘고, 화면을 가득 채운 인장은 작품 전체가 현대적이면서도 전통을 잃지 않도록 했다.
| 지면층          | 가도                            | A-D출구                          |
| 지하 1층        | 대합실                          | 고객 센터, 자동매표기, 개집표기  |
| 지하 2층 승강장 | ←                               | ■ 8호선 주스커우 방면 (무시위안) |
| 지하 2층 승강장 | 섬식 승강장, 왼쪽 출입문이 열림 |                                  |
| 지하 2층 승강장 | →                               | ■ 8호선 잉하이 방면 (다훙먼난)   |

## 출구
|                         |                                                                                 |  |  |
| 출구                    | 출구 인근                                                                       |  |  |
| 出口 · A · 2            | 난위안로(南苑路), 펑하이 북가(丰海北街), 하이후툰 소구 북쪽지구(海户屯小区北区) |  |  |
| 出口 · B · 1            | 난위안로, 하이후툰로(海户屯路)                                                  |  |  |
| 出口 · C                | 난위안로                                                                        |  |  |
| 出口 · D                | 난위안로, 펑하이가(丰海街), 하이후툰 소구 남쪽지구                              |  |  |
| 아이콘 설명: 엘리베이터 |                                                                                 |  |  |

## 주해
1. ↑  계획 건설 단계는 무시위안차오 남역(木樨园桥南站)이라고 불리었다.